# Paul Güssfeldt
Paul Güssfeldt foi um explorador alemão de finais do século XIX que protagonizou a primeira tentativa europeia de escalada do Aconcágua.